# Star Ocean: The Second Story
Star Ocean: The Second Story (スターオーシャン セカンドストーリー?, Sutā Ōshan Sekando Sutōrī) è un videogioco di ruolo del 1998 sviluppato da tri-Ace e pubblicato da Enix per PlayStation. È il secondo titolo della serie Star Ocean. Distribuito in Giappone nel 1998, in America del Nord nel 1999 e in Europa nel 2000, ha ricevuto un adattamento manga e un anime dal titolo Star Ocean EX.
Un remake del gioco per PlayStation Portable, denominato Star Ocean: The Second Evolution, è stato annunciato in occasione di una conferenza stampa precedente lo Square Enix Party 2007 e successivamente pubblicato in Giappone nel 2008, e in Nord America ed Europa nel 2009. In Giappone il titolo è stato distribuito per PlayStation 4, PlayStation Vita e PlayStation 3.
Nel 2023 è stato annunciato un remake dal titolo Star Ocean: The Second Story R per PlayStation 5, PlayStation 4, Nintendo Switch e Microsoft Windows.

## Trama
Circa 20 anni dopo il primo capitolo, Ronyx J. Kenny è in missione, insieme al suo equipaggio e a suo figlio, Claude C. Kenny, per investigare su una misteriosa anomalia sul deserto pianeta Milokeenia. Accidentalmente, Claude viene risucchiato dentro un portale attivatosi automaticamente, che lo teletrasporta sul sottosviluppato pianeta Expel. Qua fa la conoscenza di Rena Lanford, una ragazza dalle orecchie a punta e dalle origini misteriose, unica nel pianeta ad avere poteri curativi, insieme partiranno per un lungo viaggio per scoprire il motivo dell'arrivo di Claude e investigare sul Sorcery Globe, un meteorite caduto mesi prima su Expel che ha liberato centinaia di mostri.

## Accoglienza
La rivista Play Generation diede al remake per PlayStation Portable un punteggio di 85/100, apprezzando i combattimenti ricchi di azione, la grafica carismatica e la lunga durata e come contro l'audio e i testi in inglese, il ritmo di gioco lento e qualche passaggio un po' ostico, finendo per consigliarlo a chi sarebbe riuscito a tollerare il ritmo lento, i quali sarebbero stati ricompensati con un GdR classico, con una trama interessante ed emozionanti combattimenti.